# Ząb (wieś)

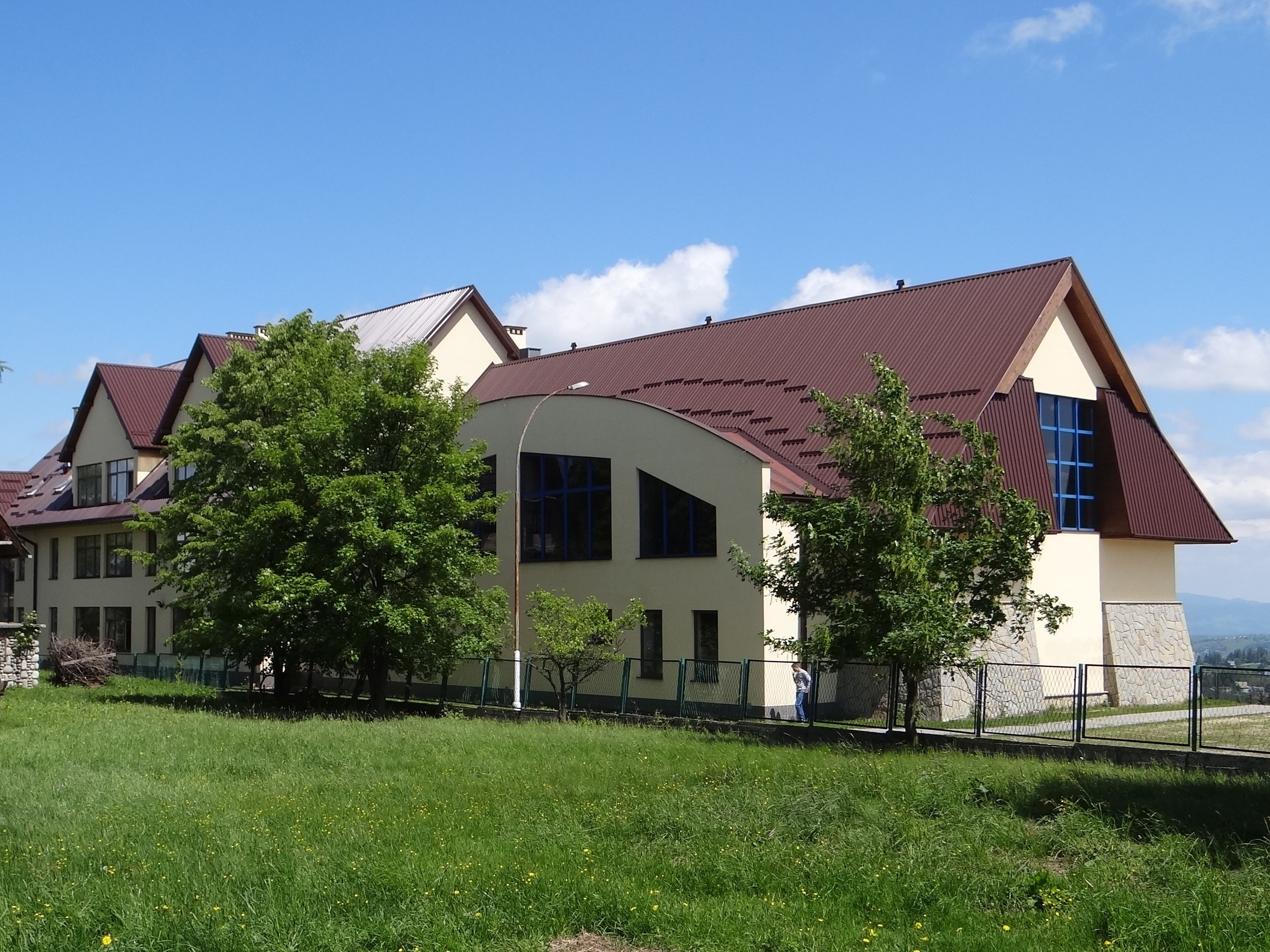
Szkoła

Ząb (do 1965 Zubsuche) – wieś podhalańska, położona w województwie małopolskim, w powiecie tatrzańskim, w gminie Poronin.

## Podział administracyjny
| SIMC    | Nazwa     | Rodzaj     |
| ------- | --------- | ---------- |
| 1053300 | Jarosy    | przysiółek |
| 1053323 | Jarząbki  | część wsi  |
| 1053352 | Kowale    | część wsi  |
| 1053381 | Ligasówka | część wsi  |
| 1053429 | Naglaki   | część wsi  |
| 1053441 | Potoczki  | część wsi  |
| 1053464 | Stochy    | część wsi  |
| 1053470 | Strączki  | część wsi  |

W latach 1975–1998 miejscowość administracyjnie należała do województwa nowosądeckiego.

## Dane geograficzne
Wieś leżąca na Pogórzu Gubałowskim. Jedna z najwyżej położonych miejscowości w Polsce: średnia wysokość najwyżej położonych części osiedli Zębu wynosi 1013 m n.p.m. Od strony południowej graniczy z Zakopanem, od północnej z Bustrykiem. Po stronie wschodniej znajduje się wieś Suche, a po zachodniej stronie Ząb graniczy z Nowem Bystrem. Tereny zamieszkane Zębu leżą na wysokości od 910 do 1021 m n.p.m., a tereny niezamieszkane (głównie lasy i łąki) – od około 900 do około 1040 m n.p.m.

## Zabytki
We wsi znajduje się, budowany w latach 1915–1921 i należący do tamtejszej parafii, drewniany kościół św. Anny, o regionalnym wystroju wnętrza, z ołtarzem autorstwa Wojciecha Brzegi. Są w niej także przydrożne kapliczki z rzeźbionymi świątkami, żelazne krzyże (tak zwane hamerskie, pochodzące z zakładu w Kuźnicach) oraz obsadzony limbami cmentarz (z widokiem na Tatry).

## Historia i kultura
Wieś została założona w 1620. Jej mieszkańcy pozostali do dziś wierni tradycjom rolniczym i pasterskim. Wieś liczy prawie 400 gospodarstw rolnych. Ma własną szkołę (podstawową i przedszkole), remizę strażacką i ośrodek zdrowia. Od 1964 działa w Zębie zespół regionalny „Zbójnicek”. Prezentuje on kulturę regionu, ludowych autorów oraz zwyczaje i muzykę góralską. Drugim zespołem działającym w Zębie jest dziecięcy Mały Zbójnicek. Ząb jest ośrodkiem hafciarstwa ludowego.
1 stycznia 1951 część Zubsuchego włączono do Zakopanego.

## Ludzie związani z Zębem
W Zębie urodzili się znani narciarze Józef Łuszczek i Stanisław Bobak. Wychował się tutaj skoczek narciarski Kamil Stoch. W miejscowości urodził się Franciszek Łukaszczyk – pionier polskiego radiolecznictwa. W Zębie mieszkał również kompozytor Henryk Mikołaj Górecki.